# In My Arms (canción de Erasure)
«In My Arms» es el vigesimocuarto disco sencillo publicado del grupo inglés de música electrónica Erasure, lanzado en 1997.
Este sencillo es una canción compuesta por Vince Clarke y Andy Bell.

## Descripción
In My Arms fue el primer sencillo adelanto del álbum Cowboy. Este sencillo llegó al puesto 13 en el ranking británico, puesto 76 en Alemania y puesto 55 en los Estados Unidos. Esta canción tuvo la particularidad de tener un video editado para Europa y otro diferente para Estados Unidos.

## Datos adicionales
En 1995, una versión acústica de In My Arms apareció en el álbum Buried Treasure.

## Lista de temas
| Compact Disc (CDMUTE190) / (INT 829.100) 1. «In My Arms» (Single Mix) 3:26 2. «In The Name Of The Heart» 3:48 3. «In My Arms» (Love To Infinity Stratomaster Mix) 6:42 4. «In My Arms» (Crumbling Down Mix) 7:42 Compact Disc (LCDMUTE190) / (INT 829.101) 1. «In My Arms» (Love To Infinity Gyrator Mix) 9:11 2. «Rapture» (Matt Darey Mix) 8:05 3. «Rapture» (Edit) 5:13 Compact Disc (Maverick-43857-2) 1. «In My Arms» (Love To Infinity Stratomaster Mix) 6:42 2. «In My Arms» (Love To Infinity Gyrator Dub Mix) 5:55 3. «In My Arms» (Love To Infinity Gyrator Club Mix) 9:11 4. «In My Arms» (Crumbling Down Mix) 7:42 5. «In My Arms» (US Mix) 3:26 | 12″ Vinilo (12MUTE190) - A1 «In My Arms» (Love To Infinity Gyrator Club Mix) 9:11 - B1 «In My Arms» (Love To Infinity Stratomaster Mix) 6:43 - B2 «Rapture» (Edit) 5:13 12″ Vinilo (Maverick-43857-0) 1. «In My Arms» (Love To Infinity Stratomaster Mix) 6:42 2. «In My Arms» (Love To Infinity Gyrator Club Mix) 9:11 3. «In My Arms» (Crumbling Down Mix) 7:42 4. «In My Arms» (Love To Infinity Gyrator Dub Mix) 5:55 5. «In My Arms» (US Mix) 3:26 Casete (CMUTE190) 1. «In My Arms» (Single Mix) 3:26 2. «Rapture» (Edit) 5:13 |

## Créditos
Este sencillo contiene un lado B, "In the Name of the Heart" que fue escrito por Clarke y Bell. En otras ediciones, también incluye un cover de la canción Rapture, un éxito de 1980 de Blondie, escrito por Chris Stein y Deborah Harry.

- Publicado por Musical Moments (Europa)/Minotaur Music Ltd./Sony Music Publishing.
- Producido por Gareth Jones y Neil McLellan.
- Grabado en 37B, The Strongroom, The Church, Beethoven St. y Andy's Villa en España.
- Ingeniero de grabación en 37B: George Holt; ingeniero de grabación en The Strongroom y The Church: Luke Gifford.
- Mezclado por Mark Stent en Olympic Studio 3, asistido por Paul Walton.
- Producción adicional y remezcla en "In My Arms (Love To Infinity Stratomaster Mix)" a cargo de Love To Infinity para JPS Productions en Tecnoir Studios, Manchester.
- Programación: Andy y Peter Lee, programación adicional: Dave Lee.
- "In My Arms (Crumbling Down Mix)" remezclado por Neil McLellan y diseñado por Luke Gifford en Strongroom Studio 1.
- Neil McLellan y Luke Gifford representados por Strongroom Management.
- Diseño de carátula: Rare.
- Fotografía: Peter Ashworth para Playground Pictures.
- Distribuido por RTM/Disc.

## Datos adicionales
La voz en la parte de rap de Rapture es la de Clarke, quien no grababa cantando desde su época de Yazoo, en el tema Happy People.